# Гинковиднозъб кит
Гинковиднозъб кит още японски клюномуцунест кит (Mesoplodon ginkgodens) е вид бозайник от семейство Hyperoodontidae.

## Разпространение и местообитание
Този вид е разпространен в Австралия (Западна Австралия, Куинсланд, Нов Южен Уелс, Северна територия, Тасмания и Южна Австралия), Американска Самоа, Вануату, Еквадор (Галапагоски острови), Индия, Индонезия, Кения, Кирибати, Китай, Колумбия, Малки далечни острови на САЩ (Лайн, Мидуей, Остров Бейкър, Уейк и Хауленд), Маршалови острови, Мексико (Гуадалупе, Ревияхихедо и Южна Долна Калифорния), Микронезия, Науру, Ниуе, Нова Зеландия (Северен остров и Чатъм), Нова Каледония, Острови Кук, Палау, Папуа Нова Гвинея, Перу, Питкерн, Провинции в КНР, Самоа, САЩ (Калифорния и Хавайски острови), Северни Мариански острови, Тайван, Танзания, Токелау, Тонга, Тувалу, Уолис и Футуна, Фиджи, Филипини, Френска Полинезия, Чили, Шри Ланка и Япония.
Обитава крайбрежията на океани и морета в райони с тропически и умерен климат.

## Описание
На дължина достигат до 4,9 m, а теглото им е около 1500 kg.